# Wessel von Lembeck
Wessel von Lembeck (* im 13. oder 14. Jahrhundert; † im 14. Jahrhundert) war Domherr in Münster.

## Leben
Wessel von Lembeck entstammte dem Geschlecht der Herren von Lembeck, das seinen Sitz im Schloss Lembeck hatte. Er war der Sohn des Ritters Goddert von Lembeck.
Das Kapitelstatut vom 21. September 1313 über die Präbendenvergabe wurde von Wessel nachträglich gesiegelt. Erstmals am 12. Oktober 1361 findet er als Domherr zu Münster urkundliche Erwähnung. Er war im Besitz der Archidiakonate Osterwick und Borken und Mitglied des Domkalands. 1374 verkaufte er dem Domkapitel sein Haus für 200 Mark mit der Auflage, dass der Bursar an seinem Todestag und an bestimmten Festtagen eine Messfeier organisieren musste.